# Liste des longs métrages serbes proposés à l'Oscar du meilleur film international
Cet article présente la liste des longs métrages serbes proposés à l'Oscar du meilleur film international.
Pour les soumissions à l'Oscar précédant 2003, se référer à la Liste des longs métrages yougoslaves proposés à l'Oscar du meilleur film international.

## Films proposés par la Serbie
| Année (Cérémonie) | Titre français               | Titre original                                          | Réalisateur             | Résultat       |
| ----------------- | ---------------------------- | ------------------------------------------------------- | ----------------------- | -------------- |
| 2004 (76e)        | Profesionalac                | Професионалац Profesionalac                             | Dušan Kovačević         | Non nommé      |
| 2005 (77e)        | Jesen stiže, dunjo moja (sh) | Јесен стиже, дуњо моја Jesen stiže, Dunjo moja          | Ljubiša Samardžić       | Non nommé      |
| 2006 (78e)        | Songe d'une nuit d'hiver     | Сан зимске ноћи San zimske noći                         | Goran Paskaljević       | Non nommé      |
| 2007 (79e)        | Sutra ujutru                 | Сутра ујутро Sutra ujutru                               | Oleg Novković           | Non nommé      |
| 2008 (80e)        | Le Piège                     | Клопка Klopka                                           | Srdan Golubović         | Présélectionné |
| 2009 (81e)        | Turneja                      | Турнеја Turneja                                         | Goran Marković          | Non nommé      |
| 2010 (82e)        | Saint George tue le dragon   | Свети Георгије убива аждаху Sveti Georgije ubiva aždahu | Srđan Dragojević        | Non nommé      |
| 2011 (83e)        | Besa                         | Беса Besa                                               | Srđan Karanović         | Non nommé      |
| 2012 (84e)        | Montevideo, Bog te video!    | Монтевидео, Бог те видео Montevideo, Bog te video!      | Dragan Bjelogrlić       | Non nommé      |
| 2013 (85e)        | La Partition inachevée       | Кад сване дан Kad svane dan                             | Goran Paskaljević       | Non nommé      |
| 2014 (86e)        | Circles                      | Кругови Krugovi                                         | Srdan Golubović         | Non nommé      |
| 2015 (87e)        | Montevideo, vidimo se! (sr)  | Монтевидео, видимо се! Montevideo, vidimo se!           | Dragan Bjelogrlić       | Non nommé      |
| 2016 (88e)        | Enclave                      | Енклава Enklava                                         | Goran Radovanović       | Non nommé      |
| 2017 (89e)        | Dnevnik Mašinovođe (sr)      | Дневник машиновође Dnevnik mašinovođe                   | Miloš Radović (sr)      | Non nommé      |
| 2018 (90e)        | Rekvijem za gospodju J. (sr) | Реквијем за госпођу Ј. Rekvijem za gospođu J.           | Bojan Vuletić           | Non nommé      |
| 2019 (91e)        | Izgrednici (sr)              | Изгредници Izgrednici                                   | Dejan Zečević (sr)      | Non nommé      |
| 2020 (92e)        | Kralj Petar Prvi (sr)        | Краљ Петар Први Kralj Petar Prvi                        | Petar Ristovski         | Non nommé      |
| 2021 (93e)        | Dara iz Jasenovca            | Дара из Јасеновца Dara iz Jasenovca                     | Predrag Antonijević     | Non nommé      |
| 2022 (94e)        | Oasis (de)                   | Оаза Oaza                                               | Ivan Ikić (sr)          | Non nommé      |
| 2023 (95e)        | Mrak (sr)                    | Мрак Mrak                                               | Dušan Milić (sr)        | Non nommé      |
| 2024 (96e)        | Što se bore misli moje (sr)  | Што се боре мисли моје Što se bore misli moje           | Milorad Milinković (sh) | Non nommé      |
| 2025 (97e)        | Rouski konzoul (sr)          | Руски конзул Rouski konzoul                             | Miroslav Lekić (sr)     | En attente     |